# Euro Winners Cup 2014
La Euro Winners Cup 2014 è la 2ª edizione del torneo. Iniziata il 3 giugno 2014 e terminata il 8 giugno 2014.
La squadra vincitrice è il Beach soccer Kristall che ha battuto in finale il Milano per 2 a 0 a Catania.

## Partecipanti
Sono 25 le squadre che hanno partecipato a questa edizione, provenienti da 22 federazioni nazionali.
- Catania BS
- Milano BS
- AS Terracina BS
- FC Lokomotiv Moscow
- BSC Kristall
- Aluminios Sotelo
- AO Kefallinia
- BSC Artur Music
- FC BATE Borisov
- BS Bohemians 1905
- CS Djoker - Tornado Chișinău
- Kfar Qassem BS Club
- Goldwin Plus Bodon FC
- Grembach Łódź
- Kreiss
- Marseille Beach Team
- MFC Spartak 2012 Varna
- Rostocker Robben
- Sable Dancers Bern
- SC Braga
- Seferihisar CittaSlow
- SK Augur Enemat
- Portsmouth BS
- Ushqyn-Iskra
- Egmond BS

## Fase a gironi
Le 26 squadre partecipanti sono state divise in quattro gironi da 4 squadre e tre da 3 squadre. Le prime due di ogni girone e le due migliori terze, passano ai playoff.

### Gruppo A
| Squadra          | G | V | V+ | P | GF | GS | DG  | Pt |
| ---------------- | - | - | -- | - | -- | -- | --- | -- |
| Catania BS       | 2 | 2 | 0  | 0 | 11 | 7  | +4  | 6  |
| Aluminios Sotelo | 2 | 2 | 0  | 1 | 17 | 10 | +7  | 6  |
| Kreiss           | 2 | 0 | 0  | 3 | 6  | 17 | -11 | 0  |

| Squadra 1        | Risultato | Squadra 2        |
| ---------------- | --------- | ---------------- |
| Catania BS       | 4–3       | Kreiss           |
| Catania BS       | 7–4       | Aluminios Sotelo |
| Aluminios Sotelo | 8–2       | Kreiss           |

### Gruppo B
| Squadra         | G | V | V+ | P | GF | GS | DG  | Pt |
| --------------- | - | - | -- | - | -- | -- | --- | -- |
| BSC Kristall    | 3 | 3 | 0  | 0 | 20 | 3  | +17 | 9  |
| SC Braga        | 3 | 2 | 0  | 1 | 12 | 6  | +6  | 6  |
| AO Kefallinia   | 3 | 1 | 0  | 2 | 7  | 21 | -14 | 3  |
| SK Augur Enemat | 3 | 0 | 0  | 3 | 5  | 14 | -9  | 0  |

| Squadra 1       | Risultato | Squadra 2       |
| --------------- | --------- | --------------- |
| SC Braga        | 7–2       | AO Kefallinia   |
| SK Augur Enemat | 1–6       | BSC Kristall    |
| SC Braga        | 3–1       | SK Augur Enemat |
| BSC Kristall    | 11–0      | AO Kefallinia   |
| AO Kefallinia   | 5–3       | SK Augur Enemat |
| BSC Kristall    | 3–2       | SC Braga        |

### Gruppo C
| Squadra             | G | V | V+ | P | GF | GS | DG | Pt |
| ------------------- | - | - | -- | - | -- | -- | -- | -- |
| BSC Artur Music     | 2 | 2 | 0  | 0 | 12 | 7  | +5 | 6  |
| Kfar Qassem BS Club | 2 | 1 | 0  | 1 | 11 | 9  | +2 | 3  |
| Egmond BS           | 2 | 0 | 0  | 2 | 10 | 17 | -7 | 0  |

| Squadra 1           | Risultato | Squadra 2           |
| ------------------- | --------- | ------------------- |
| Kfar Qassem BS Club | 2–4       | BSC Artur Music     |
| BSC Artur Music     | 8–5       | Egmond BS           |
| Egmond BS           | 5–9       | Kfar Qassem BS Club |

### Gruppo D
| Squadra               | G | V | V+ | P | GF | GS | DG | Pt |
| --------------------- | - | - | -- | - | -- | -- | -- | -- |
| FC BATE Borisov       | 2 | 2 | 0  | 0 | 6  | 3  | +3 | 6  |
| Seferihisar CittaSlow | 2 | 1 | 0  | 1 | 7  | 6  | +1 | 3  |
| Ushqyn-Iskra          | 2 | 0 | 0  | 2 | 4  | 8  | -4 | 0  |

| Squadra 1             | Risultato | Squadra 2             |
| --------------------- | --------- | --------------------- |
| Ushqyn-Iskra          | 3–5       | Seferihisar CittaSlow |
| Seferihisar CittaSlow | 2–3       | FC BATE Borisov       |
| FC BATE Borisov       | 3–1       | Ushqyn-Iskra          |

### Gruppo E
| Squadra                      | G | V | V+ | P | GF | GS | DG  | Pt |
| ---------------------------- | - | - | -- | - | -- | -- | --- | -- |
| Sable Dancers Bern           | 3 | 3 | 0  | 0 | 22 | 8  | +14 | 9  |
| BS Bohemians 1905            | 3 | 1 | 1  | 1 | 13 | 12 | +1  | 5  |
| CS Djoker – Tornado Chișinău | 3 | 0 | 1  | 2 | 10 | 12 | -2  | 2  |
| Portsmouth BS                | 3 | 0 | 0  | 3 | 8  | 21 | -13 | 0  |

| Squadra 1                    | Risultato | Squadra 2                    |
| ---------------------------- | --------- | ---------------------------- |
| Portsmouth BS                | 3–10      | Sable Dancers Bern           |
| CS Djoker – Tornado Chișinău | 3–4 (dts) | BS Bohemians 1905            |
| CS Djoker – Tornado Chișinău | 4–3 (dts) | Portsmouth BS                |
| Sable Dancers Bern           | 7–2       | BS Bohemians 1905            |
| Sable Dancers Bern           | 5–3       | CS Djoker – Tornado Chișinău |
| BS Bohemians 1905            | 7–2       | Portsmouth BS                |

### Gruppo F
| Squadra                | G | V | V+ | P | GF | GS | DG | Pt |
| ---------------------- | - | - | -- | - | -- | -- | -- | -- |
| Milano BS              | 3 | 3 | 0  | 0 | 19 | 12 | +7 | 9  |
| Grembach Łódź          | 3 | 2 | 0  | 1 | 13 | 12 | +1 | 6  |
| Marseille Beach Team   | 3 | 1 | 0  | 2 | 15 | 14 | +1 | 3  |
| MFC Spartak 2012 Varna | 3 | 0 | 0  | 3 | 10 | 19 | -9 | 0  |

| Squadra 1              | Risultato | Squadra 2              |
| ---------------------- | --------- | ---------------------- |
| Grembach Łódź          | 3–2       | MFC Spartak 2012 Varna |
| Marseille Beach Team   | 3–5       | Milano BS              |
| Grembach Łódź          | 4–3       | Marseille Beach Team   |
| Milano BS              | 7–3       | MFC Spartak 2012 Varna |
| MFC Spartak 2012 Varna | 5–9       | Marseille Beach Team   |
| Milano BS              | 7–6       | Grembach Łódź          |

### Gruppo G
| Squadra               | G | V | V+ | P | GF | GS | DG  | Pt |
| --------------------- | - | - | -- | - | -- | -- | --- | -- |
| FC Lokomotiv Moscow   | 3 | 3 | 0  | 0 | 17 | 7  | +10 | 9  |
| Goldwin Plus Bodon FC | 3 | 1 | 1  | 1 | 14 | 9  | +5  | 5  |
| AS Terracina BS       | 3 | 1 | 0  | 2 | 13 | 13 | 0   | 3  |
| Rostocker Robben      | 3 | 0 | 0  | 3 | 7  | 22 | -15 | 0  |

| Squadra 1             | Risultato | Squadra 2             |
| --------------------- | --------- | --------------------- |
| Goldwin Plus Bodon FC | 4–3 (dts) | AS Terracina BS       |
| Rostocker Robben      | 2–7       | FC Lokomotiv Moscow   |
| AS Terracina BS       | 7–2       | Rostocker Robben      |
| FC Lokomotiv Moscow   | 3–2       | Goldwin Plus Bodon FC |
| Goldwin Plus Bodon FC | 8–3       | Rostocker Robben      |
| FC Lokomotiv Moscow   | 7–3       | AS Terracina BS       |

## Tabellone (fase finale)
|  | Ottavi di finale      | Ottavi di finale    |       |                       | Quarti di finale | Quarti di finale |  |              | Semifinali | Semifinali | Semifinali | Semifinali |  |              | Finale | Finale |
|  |                       |                     |       |                       |                  |                  |  |              |            |            |            |            |  |              |        |        |
|  | BSC Kristall          | 7                   |       |                       |                  |                  |  |              |            |            |            |            |  |              |        |        |
|  | Marseille Beach Team  | 1                   |       |                       |                  |                  |  |              |            |            |            |            |  |              |        |        |
|  | Marseille Beach Team  | 1                   |       | BSC Kristall dcr      | 6 (1)            |                  |  |              |            |            |            |            |  |              |        |        |
|  |                       |                     |       | BSC Kristall dcr      | 6 (1)            |                  |  |              |            |            |            |            |  |              |        |        |
|  |                       | FC Lokomotiv Moscow | 6 (0) |                       |                  |                  |  |              |            |            |            |            |  |              |        |        |
|  | FC Lokomotiv Moscow   | FC Lokomotiv Moscow | 6 (0) | 6                     |                  |                  |  |              |            |            |            |            |  |              |        |        |
|  | FC Lokomotiv Moscow   |                     |       | 6                     |                  |                  |  |              |            |            |            |            |  |              |        |        |
|  | Aluminios Sotelo      | 2                   |       |                       |                  |                  |  |              |            |            |            |            |  |              |        |        |
|  | Aluminios Sotelo      | 2                   |       |                       |                  |                  |  | BSC Kristall | 7          |            |            |            |  |              |        |        |
|  |                       |                     |       |                       |                  |                  |  | BSC Kristall | 7          |            |            |            |  |              |        |        |
|  |                       | Sable Dancers Bern  | 4     |                       |                  |                  |  |              |            |            |            |            |  |              |        |        |
|  | BSC Artur Music dcr   | Sable Dancers Bern  | 4     | 3 (6)                 |                  |                  |  |              |            |            |            |            |  |              |        |        |
|  | BSC Artur Music dcr   |                     |       | 3 (6)                 |                  |                  |  |              |            |            |            |            |  |              |        |        |
|  | Grembach Łódź         | 3 (5)               |       |                       |                  |                  |  |              |            |            |            |            |  |              |        |        |
|  | Grembach Łódź         | 3 (5)               |       | BSC Artur Music       | 3                |                  |  |              |            |            |            |            |  |              |        |        |
|  |                       |                     |       | BSC Artur Music       | 3                |                  |  |              |            |            |            |            |  |              |        |        |
|  |                       | Sable Dancers Bern  | 4     |                       |                  |                  |  |              |            |            |            |            |  |              |        |        |
|  | Sable Dancers Bern    | Sable Dancers Bern  | 4     | 3                     |                  |                  |  |              |            |            |            |            |  |              |        |        |
|  | Sable Dancers Bern    |                     |       | 3                     |                  |                  |  |              |            |            |            |            |  |              |        |        |
|  | Seferihisar CittaSlow | 0                   |       |                       |                  |                  |  |              |            |            |            |            |  |              |        |        |
|  | Seferihisar CittaSlow | 0                   |       |                       |                  |                  |  |              |            |            |            |            |  | BSC Kristall | 2      |        |
|  |                       |                     |       |                       |                  |                  |  |              |            |            |            |            |  | BSC Kristall | 2      |        |
|  |                       | Milano BS           | 0     |                       |                  |                  |  |              |            |            |            |            |  |              |        |        |
|  | FC BATE Borisov       | Milano BS           | 0     | 4                     |                  |                  |  |              |            |            |            |            |  |              |        |        |
|  | FC BATE Borisov       |                     |       | 4                     |                  |                  |  |              |            |            |            |            |  |              |        |        |
|  | Goldwin Plus Bodon FC | 5                   |       |                       |                  |                  |  |              |            |            |            |            |  |              |        |        |
|  | Goldwin Plus Bodon FC | 5                   |       | Goldwin Plus Bodon FC | 4                |                  |  |              |            |            |            |            |  |              |        |        |
|  |                       |                     |       | Goldwin Plus Bodon FC | 4                |                  |  |              |            |            |            |            |  |              |        |        |
|  |                       | Milano BS           | 5     |                       |                  |                  |  |              |            |            |            |            |  |              |        |        |
|  | Milano BS             | Milano BS           | 5     | 3                     |                  |                  |  |              |            |            |            |            |  |              |        |        |
|  | Milano BS             |                     |       | 3                     |                  |                  |  |              |            |            |            |            |  |              |        |        |
|  | BS Bohemians 1905     | 2                   |       |                       |                  |                  |  |              |            |            |            |            |  |              |        |        |
|  | BS Bohemians 1905     | 2                   |       |                       |                  |                  |  | Milano BS    | 6          |            |            |            |  |              |        |        |
|  |                       |                     |       |                       |                  |                  |  | Milano BS    | 6          |            |            |            |  |              |        |        |
|  |                       | SC Braga            | 3     |                       |                  |                  |  |              |            |            |            |            |  |              |        |        |
|  | SC Braga              | SC Braga            | 3     | 2                     |                  |                  |  |              |            |            |            |            |  |              |        |        |
|  | SC Braga              |                     |       | 2                     |                  |                  |  |              |            |            |            |            |  |              |        |        |
|  | Kfar Qassem BS Club   | 0                   |       |                       |                  |                  |  |              |            |            |            |            |  |              |        |        |
|  | Kfar Qassem BS Club   | 0                   |       | SC Braga              | 10               |                  |  |              |            |            |            |            |  |              |        |        |
|  |                       |                     |       | SC Braga              | 10               |                  |  |              |            |            |            |            |  |              |        |        |
|  |                       | Catania BS          | 7     |                       |                  |                  |  |              |            |            |            |            |  |              |        |        |
|  | Catania BS            | Catania BS          | 7     | 3                     |                  |                  |  |              |            |            |            |            |  |              |        |        |
|  | Catania BS            |                     |       | 3                     |                  |                  |  |              |            |            |            |            |  |              |        |        |
|  | AS Terracina BS       | 2                   |       |                       |                  |                  |  |              |            |            |            |            |  |              |        |        |

### Finale 3º-4ºposto
| Squadra 1          | Risultato | Squadra 2 |
| ------------------ | --------- | --------- |
| Sable Dancers Bern | 1-4       | SC Braga  |

## Piazzamenti

### 5º-8º posto

#### Semifinali 5º-8º posto
| Squadra 1        | Risultato     | Squadra 2        |
| ---------------- | ------------- | ---------------- |
| Lokomotiv Moskow | 4-6           | Artur Music Kyiv |
| Catania BS       | 4-4 (3-4 dcr) | Goldwin Pluss    |

#### Finale 7º-8º posto
| Squadra 1  | Risultato | Squadra 2        |
| ---------- | --------- | ---------------- |
| Catania BS | 2-7       | Lokomotiv Moskow |

#### Finale 5º-6º posto
| Squadra 1     | Risultato | Squadra 2        |
| ------------- | --------- | ---------------- |
| Goldwin Pluss | 1-5       | Artur Music Kyiv |

## Riconoscimenti
| Miglior giocatore                | Miglior giocatore | Miglior giocatore |
| -------------------------------- | ----------------- | ----------------- |
| Bruno Xavier FC Lokomotiv Moscow |                   |                   |
| Capocannoniere                   |                   |                   |
| Leo Milano BS                    |                   |                   |
| 13 goals                         |                   |                   |
| Miglior portiere                 |                   |                   |
| Dona SC Braga                    |                   |                   |

## Classifica finale
| Posizione | Squadra               |
| --------- | --------------------- |
|           | BSC Kristall          |
| 2         | Milano BS             |
| 3         | SC Braga              |
| 4         | Sable Dancers Bern    |
| 5         | BSC Artur Music Kyiv  |
| 6         | Goldwin Plus Bodon FC |
| 7         | FC Lokomotiv Moscow   |
| 8         | Catania BS            |